# Aenne Michalsky
Aenne Michalsky (Praga, 19 de juliol de 1908 - Viena, 7 de novembre de 1986, de vegades s'indica 1901 com a any de naixement) va ser una soprano austríaca que des de 1924 fins a 1955 va cantar a l'Òpera de Viena i de 1928 a 1941 al Festival de Salzburg.
La Temporada 1934-1935 va cantar al Gran Teatre del Liceu de Barcelona.